# Iñaki Sáez
José Ignacio "Iñaki" Sáez Ruiz là một cựu cầu thủ và huấn luyện viên bóng đá người Tây Ban Nha.

## Sự nghiệp cầu thủ
José Ignacio rừ câu lạc bộ Barakaldo CF gia nhập gã khổng lồ địa phương Athletic Bilbao vào năm 1962. Ông đã chơi tổng cộng 46 trận tại La Liga - với 5 bàn thắng - trong hai mùa giải đầu tiên kết hợp lại, nhưng chỉ xuất hiện 20 trận trong ba trận tiếp theo do chấn thương. Khỏe mạnh trở lại, Sáez xuất hiện thường xuyên cho Athletic từ năm 1967–74, giúp Những chú sư tử giành hai danh hiệu Copa del Rey và giải nghệ ở tuổi 31, sau gần 350 trận đấu chính thức cho câu lạc bộ. Ông là một phần của hàng phòng ngự huyền thoại, cùng với José Ángel Iribar trong khung thành, Luis María Echeberría và Jesús Aranguren.  Sáez đã có ba lần khoác áo Tây Ban Nha trong một tháng vào năm 1968, lần đầu tiên và cũng là lần cuối cùng anh khoác áo đội tuyển Anh trước cùng một đối thủ, Anh, trong hai trận thua ở vòng loại UEFA Euro 1968 (0–1 tại London, 1–2 tại Madrid).

## Sự nghiệp huấn luyện viên
Chỉ mới 32 tuổi, Sáez đã bắt đầu sự nghiệp quản lý, phụ trách các đội trẻ của Athletic Bilbao trong 5 năm. Chỉ hai trận trong mùa giải 1980–81, huấn luyện viên Helmut Senekowitsch người Áo bị sa thải, và ông đã dẫn dắt đội đến vị trí thứ chín, và trở lại đội B một lần nữa, giúp câu lạc bộ trở lại chơi ở Segunda División vào năm 1983. Sáez một lần nữa nắm quyền ở đội một vào các năm 1985–86, thay thế Javier Clemente trong 13 trận cuối cùng của mùa giải, và dẫn dắt Athletic đến vị trí thứ ba, sau Real Madrid và FC Barcelona. Trong bốn mùa giải tiếp theo, anh ấy huấn luyện đội dự bị ở cấp độ thứ hai, một lần nữa được đôn lên đội một giữa giai đoạn 1990–91, một lần nữa thay thế Clemente, và bị sa thải sau vòng 23 của chiến dịch tiếp theo, khi đội chỉ kết thúc hai trận. điểm trên khu vực xuống hạng.
Sau hai trận đấu với UD Las Palmas, cả hai đều ở giải hạng ba, Sáez được bổ nhiệm tại Albacete Balompié trong chuyến bay hàng đầu, thay thế Benito Floro bị sa thải vào giữa tháng 3 năm 1996, trận đấu đầu tiên của anh ấy là trận thua 0-2 trước Real Madrid. mùa giải kết thúc ở vị trí trụ hạng thông qua vòng loại trực tiếp.

## Đội tuyển Tây Ban Nha
Vào mùa hè năm 1996, Sáez được bổ nhiệm làm huấn luyện viên đội U21 Tây Ban Nha, giành chức vô địch châu Âu UEFA hai năm sau đó sau khi đánh bại Hy Lạp. Cũng phụ trách lứa tuổi U20, ông đã dẫn dắt họ đến với FIFA World Cup của hạng mục này vào năm 1999, tại Nigeria.
Năm 2002, Sáez được mệnh danh là người kế nhiệm José Antonio Camacho ở vị trí lãnh đạo đội cấp cao, nắm quyền cho đến khi kết thúc Euro 2004 kết thúc ở vòng bảng và thu về 15 trận thắng, sáu hòa và hai trận thua trong 23 trận mà ông phụ trách. Sau đó, Sáez trở lại đội U21, từ giã thế giới bóng đá vào năm 2008 ở tuổi 65.